# Anemone stolonifera
Anemone stolonifera là một loài thực vật có hoa trong họ Mao lương. Loài này được Maxim. mô tả khoa học đầu tiên năm 1877.

## Hình ảnh

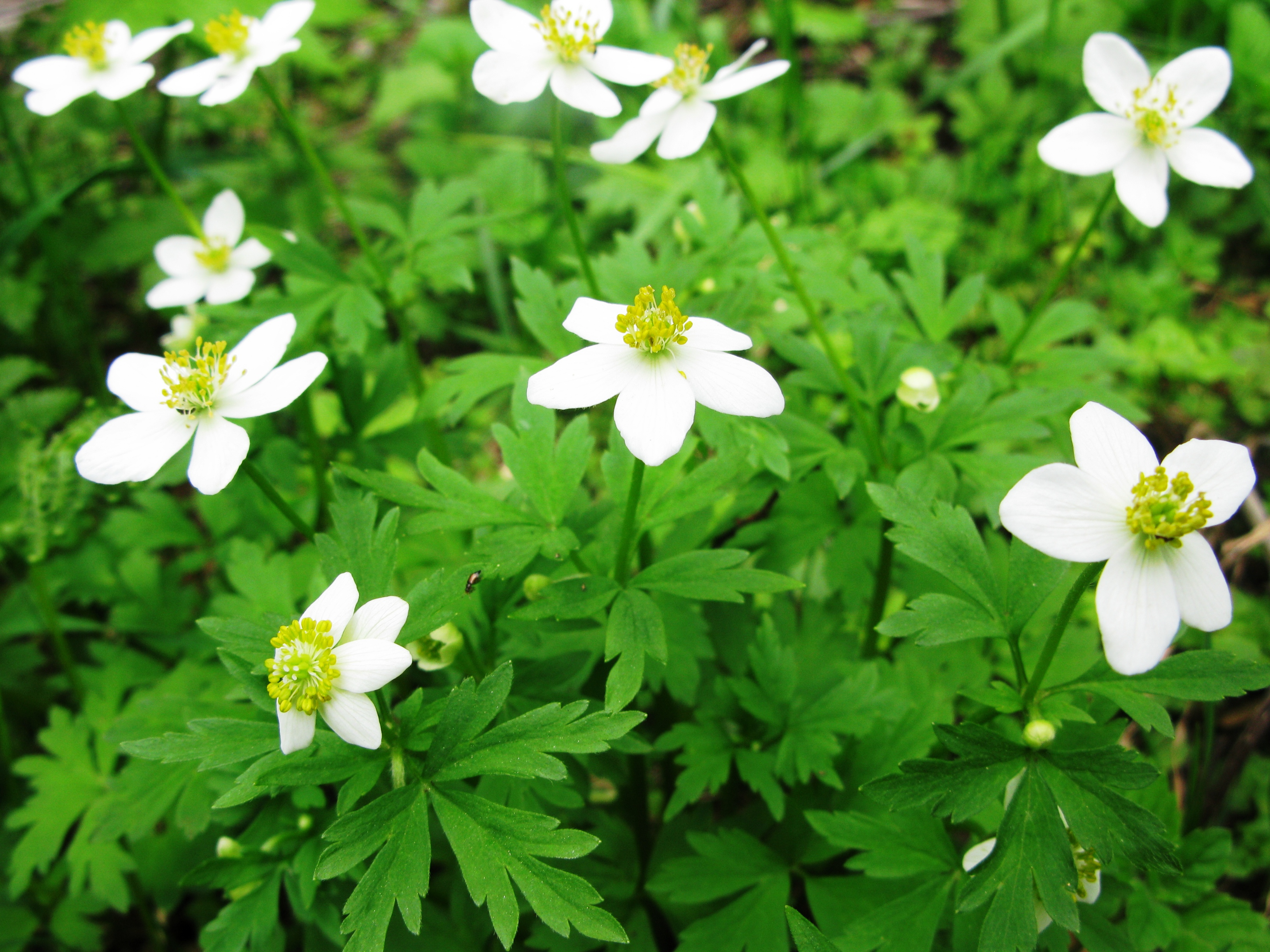
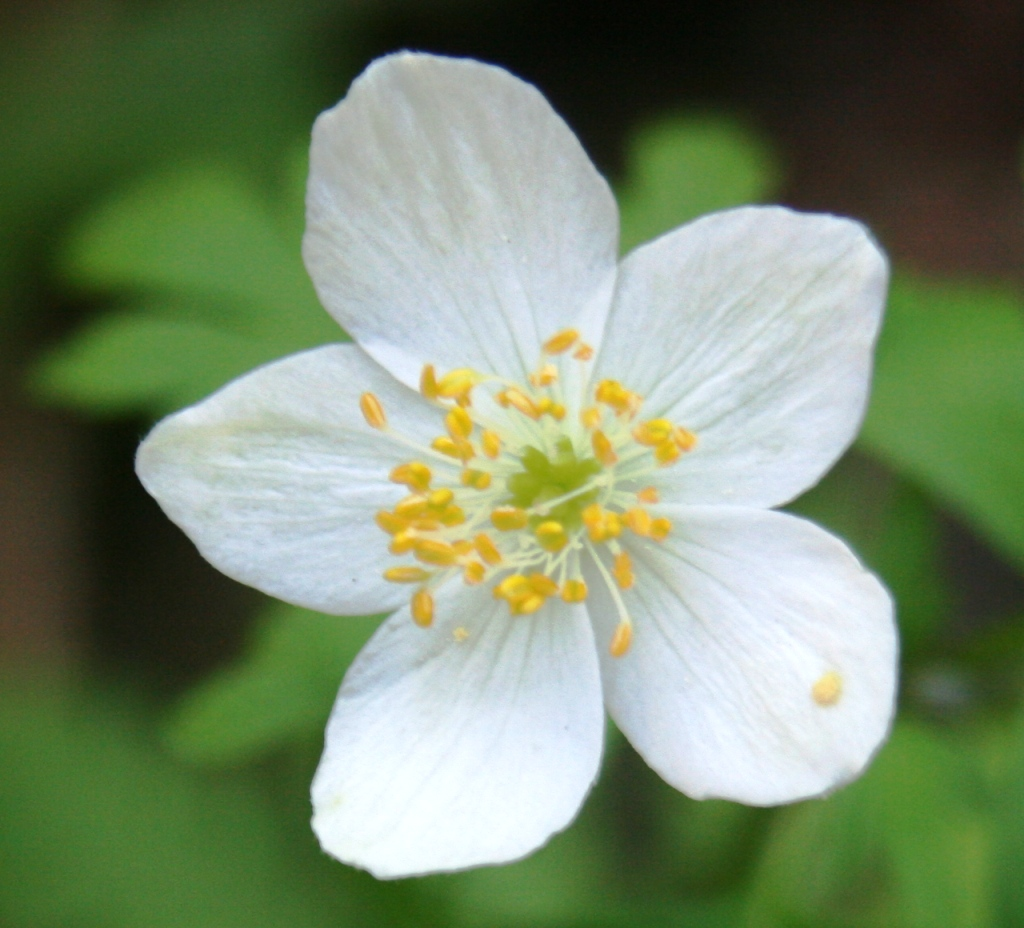
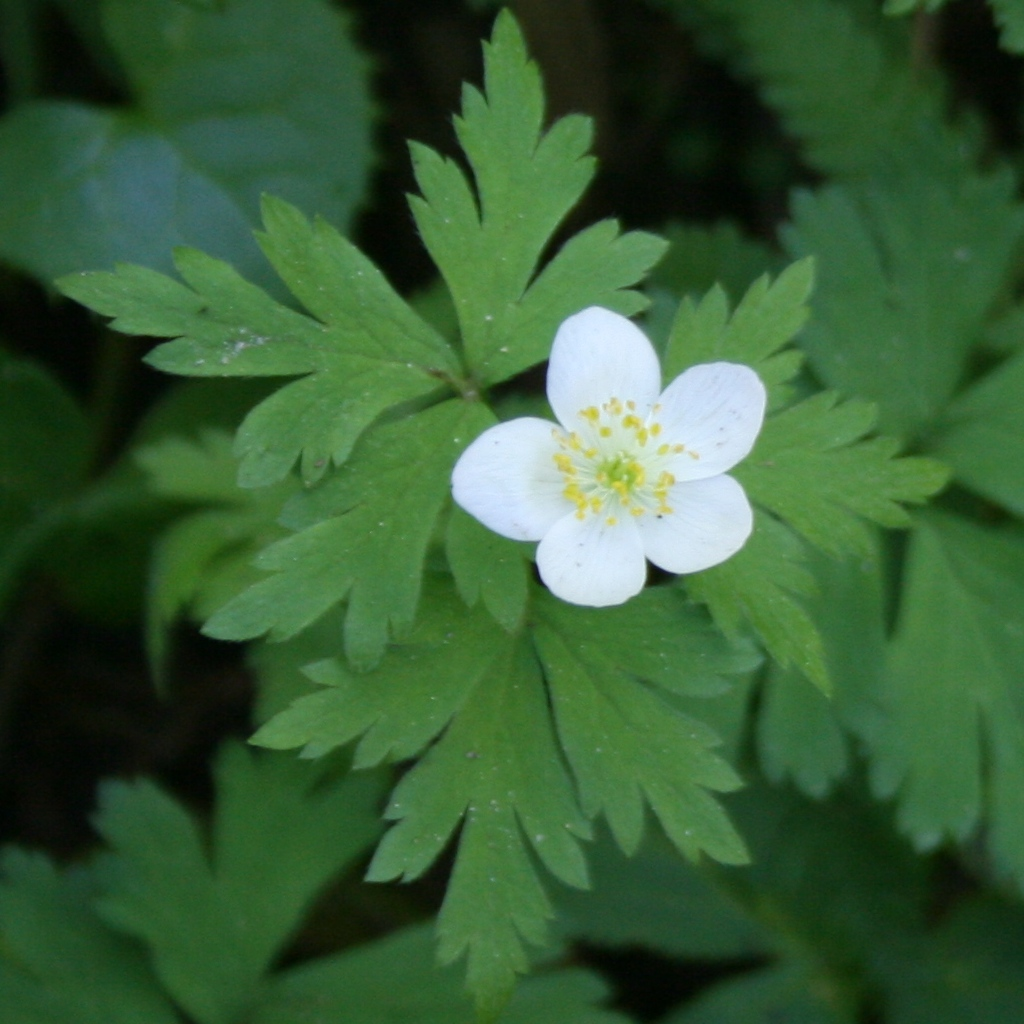